# Världsmästerskapen i nordisk skidsport 2003
Världsmästerskapen i nordisk skidsport 2003 ägde rum mellan den 18 februari och 1 mars 2003 i Val di Fiemme i Italien.

## Längdskidåkning - herrar

### 1,5 km sprint fri stil
26 februari 2003
| Medalj | Tävlande                     | Tid |
| Guld   | Thobias Fredriksson, Sverige |     |
| Silver | Håvard Bjerkeli, Norge       |     |
| Brons  | Tor Arne Hetland, Norge      |     |

### 15 km klassisk stil
21 februari 2003
| Medalj | Tävlande                 | Tid     |
| Guld   | Axel Teichmann, Tyskland | 35.47,5 |
| Silver | Jaak Mae, Estland        | 35.54,4 |
| Brons  | Frode Estil, Norge       | 35.56,0 |

### 10 km (k) + 10 km (f) dubbeljakt
23 februari 2003
| Medalj | Tävlande                 | Tid     |
| Guld   | Per Elofsson, Sverige    | 47.42,3 |
| Silver | Tore Ruud Hofstad, Norge | 47.42,6 |
| Brons  | Jörgen Brink, Sverige    | 47.42,7 |

### 30 km klassisk stil, masstart
19 februari 2003
| Medalj | Tävlande               | Tid       |
| Guld   | Thomas Alsgaard, Norge | 1:12.29,3 |
| Silver | Anders Aukland, Norge  | 1:12.29,9 |
| Brons  | Frode Estil, Norge     | 1:12.30,4 |

### 50 km fri stil
1 mars 2003
| Medalj | Tävlande                  | Tid       |
| Guld   | Martin Koukal, Tjeckien   | 1:54.25,3 |
| Silver | Anders Södergren, Sverige | 1:54.40,3 |
| Brons  | Jörgen Brink, Sverige     | 1:55.09,0 |

### 4 x 10 km fri stil, stafett
25 februari 2003
| Medalj | Lag                                                                           | Tid       |
| ------ | ----------------------------------------------------------------------------- | --------- |
| Guld   | Norge (Anders Aukland, Frode Estil, Tore Ruud Hofstad, Thomas Alsgaard)       | 1:31.56,4 |
| Silver | Tyskland (Jens Filbrich, Andreas Schlütter, René Sommerfeldt, Axel Teichmann) | 1:31.56,6 |
| Brons  | Sverige (Anders Södergren, Mathias Fredriksson, Per Elofsson, Jörgen Brink)   | 1:32.12,8 |

## Längdskidåkning damer

### 1,5 km sprint fri stil
26 februari 2003
| Medalj | Tävlande                            | Tid |
| Guld   | Marit Bjørgen, Norge                |     |
| Silver | Claudia Künzel, Tyskland            |     |
| Brons  | Hilde Gjermundshaug Pedersen, Norge |     |

### 10 km klassisk stil
20 februari. 2003
| Medalj | Tävlande                            | Tid     |
| Guld   | Bente Skari, Norge                  | 25.47,0 |
| Silver | Kristina Šmigun, Estland            | 26.08,0 |
| Brons  | Hilde Gjermundshaug Pedersen, Norge | 26.16,7 |

### 5 km (k) + 5 km (f) dubbeljakt
22 februari 2003
| Medalj | Tävlande                   | Tid     |
| Guld   | Kristina Šmigun, Estland   | 26.38,4 |
| Silver | Evi Sachenbacher, Tyskland | 26.39,0 |
| Brons  | Olga Savjalova, Ryssland   | 26.39,0 |

### 15 km klassisk stil, masstart
18 februari 2003
| Medalj | Tävlande                 | Tid     |
| Guld   | Bente Skari, Norge       | 39.40,9 |
| Silver | Kristina Šmigun, Estland | 39.53,7 |
| Brons  | Olga Savjalova, Ryssland | 40.36,7 |

### 30 km fri stil
28 februari 2003
| Medalj | Tävlande                  | Tid       |
| Guld   | Olga Savjalova, Ryssland  | 1:14.29,8 |
| Silver | Jelena Burukina, Ryssland | 1:14.45,1 |
| Brons  | Kristina Šmigun, Estland  | 1:14.56,7 |

### 4 x 5 km fri stil, stafett
24 februari 2003
| Medalj | Lag                                                                               | Tid     |
| ------ | --------------------------------------------------------------------------------- | ------- |
| Guld   | Tyskland (Manuela Henkel, Viola Bauer, Claudia Künzel, Evi Sachenbacher)          | 50.54,7 |
| Silver | Norge (Anita Moen, Marit Bjørgen, Hilde Gjermundshaug Pedersen, Vibeke Skofterud) | 51.26,3 |
| Brons  | Ryssland (Natalia Korosteljeva, Olga Savjalova, Jelena Burukina, Nina Gavriljuk)  | 52.06,3 |

Det finska stafettlaget slutade egentligen tvåa men laget blev diskvalificerat när Kaisa Varis testades positivt för dopning.

## Nordisk kombination

### Sprint (K120 + 7,5 km)
28 februari 2003
| Medalj | Tävlande                  | Tid     |
| Guld   | Johnny Spillane, USA      | 18.47,8 |
| Silver | Ronny Ackermann, Tyskland | 18.49,1 |
| Brons  | Felix Gottwald, Österrike | 18.49,1 |

### K95 + 15 km
21 februari 2003
| Medalj | Tävlande                  | Tid     |
| Guld   | Ronny Ackermann, Tyskland | 37.54,2 |
| Silver | Felix Gottwald, Österrike | 38.46,3 |
| Brons  | Samppa Lajunen, Finland   | 39.10,1 |

### Stafett (K95 + 4 x 5 km)
24 februari 2003
| Medalj | Lag                                                                           | Tid     |
| ------ | ----------------------------------------------------------------------------- | ------- |
| Guld   | Österrike (Michael Gruber, Wilhelm Denifl, Christoph Bieler, Felix Gottwald)  | 47.23,9 |
| Silver | Tyskland (Thorsten Schmitt, Georg Hettich, Björn Kircheisen, Ronny Ackermann) | +12,3   |
| Brons  | Finland (Hannu Manninen, Jouni Kaitainen, Jaakko Tallus, Samppa Lajunen)      | +1.15,5 |

## Backhoppning

### Normalbacke K95
28 februari 2003
| Medalj | Tävlande                  | Poäng |
| Guld   | Adam Małysz, Polen        | 279,0 |
| Silver | Tommy Ingebrigtsen, Norge | 263,0 |
| Brons  | Noriaki Kasai, Japan      | 259,5 |

### Stora backen K120
22 februari 2003
| Medalj | 'Tävlande                | Poäng |
| Guld   | Adam Małysz, Polen       | 289,0 |
| Silver | Matti Hautamäki, Finland | 286,5 |
| Brons  | Noriaki Kasai, Japan     | 273,2 |

### Lagtävling stora backen K120
23 februari 2003
| Medalj | Lag                                                                            | Poäng  |
| ------ | ------------------------------------------------------------------------------ | ------ |
| Guld   | Finland (Janne Ahonen, Tami Kiuru, Arttu Lappi, Matti Hautamäki)               | 1046,6 |
| Silver | Japan (Kazuyoshi Funaki, Akira Higashi, Hideharu Miyahira, Noriaki Kasai)      | 1010,1 |
| Brons  | Norge (Tommy Ingebrigtsen, Lars Bystøl, Sigurd Pettersen, Bjørn Einar Romøren) | 991,9  |

## Medaljligan
| Placering | Nation    | Guld | Silver | Brons | Totalt |
| --------- | --------- | ---- | ------ | ----- | ------ |
| 1         | Norge     | 5    | 5      | 6     | 16     |
| 2         | Tyskland  | 3    | 5      | 0     | 8      |
| 3         | Sverige   | 2    | 1      | 3     | 6      |
| 4         | Estland   | 1    | 3      | 1     | 5      |
| 5         | Ryssland  | 1    | 1      | 3     | 5      |
| 6         | Österrike | 1    | 1      | 1     | 3      |
| 7         | Finland   | 1    | 0      | 2     | 3      |
| 8         | Tjeckien  | 1    | 0      | 0     | 1      |
|           | USA       | 1    | 0      | 0     | 1      |
|           | Polen     | 1    | 0      | 0     | 1      |
| 11        | Japan     | 0    | 1      | 1     | 2      |